# Batalha de Escarpeia
A Batalha de Escarpeia ou Batalha de Escárfia (em latim: "Scarpheia") foi travada em 146 a.C. entre as forças da República Romana, lideradas pelo pretor Quinto Cecílio Metelo Macedônico, e da Liga Aqueia, lideradas pelo estratego Critolau de Megalópolis. Os romanos foram vitoriosos. John Frost, em sua obra "History of Ancient and Modern Greece" (1831), afirma que, depois desta derrota, "...[alguns] se mataram, outros fugiram desesperadamente de suas casas, sem saber ou pensando para onde iriam. Alguns capturaram seus concidadãos e os entregaram aos romanos; alguns agiram como sicofantas e falsos acusadores". Finalmente, na Batalha de Corinto, a Liga Aqueia foi derrotada definitivamente e a Grécia foi anexada pelos romanos.